# ثري سبيرنغز
ثري سبيرنغز هي بلدة، في أستراليا، تقع في أستراليا الغربية، بلغ عدد سكانها 381  نسمة وذلك حسب إحصائيات سنة 2016، رمزها البريدي هو 6519.